# Selaginella sericea
Selaginella sericea är en mosslummerväxtart som beskrevs av Addison Brown. Selaginella sericea ingår i släktet mosslumrar, och familjen mosslummerväxter. Utöver nominatformen finns också underarten S. s. angustifolia.